# Vesnický kostel (Ulbersdorf)
Vesnický kostel v Ulbersdorfu (německy Dorfkirche Ulbersdorf či jen Kirche Ulbersdorf), místní části města Hohnstein, je sakrální stavba náležející Evangelicko-luterské církevní obci Sebnitz-Hohnstein. Vesnický kostel byl založen patrně ve 12. nebo 13. století, do barokní podoby byl přestavěn kolem roku 1685.

## Historie
První kostel byl ve vsi Ulbersdorf pravděpodobně postaven krátce po jejím založení ve 12. či 13. století, přesné datum výstavby však není známé. První písemná zmínka pochází z roku 1443. Listina z roku 1495 (dříve mylně datovaná 1346) jej uvádí jako součást církevního okrsku Hohnstein a Sebnitz. Roku 1539 se prosadila reformace a katolický kostel se stal protestantským. Současná stavba byla postavena na místě předchozí na sklonku 17. století (kolem roku 1685), čímž patří mezi nejstarší stavby v Ulbersdorfu. Dne 14. července 1699 byla na nově postavený sanktusník osazena makovice s korouhví nesoucí erb rodiny von Lüttichau, která vlastnila místní rytířský statek. Roku 1711 dal Hannibal von Lüttichau vytvořit rodinnou kryptu a panskou lóži. V roce 1830 prošel kostel rozsáhlou rekonstrukcí: kněžiště a loď dostaly novou podlahu z pískovcových desek a kvůli prosvětlení prostoru byla proražena dvě nová velká okna. V době po druhé světové válce nebyl kostel dostatečně udržován, proto prošel v letech 1992 až 1995 celkovou rekonstrukcí a 22. října 1995 byl slavnostně znovu vysvěcen. Další rekonstrukce proběhla roku 2002.
Kostel je chráněn jako kulturní památka pod číslem 09254140 a je pravidelně využíván k bohoslužbám.

## Popis
Jednolodní sálový vesnický kostel je orientovaný, plochostropý, zakončený tříosminovým závěrem. Z hřebenu střechy vybíhá sanktusník s cibulovou bání a korouhví. Hodiny pocházejí z roku 1957 a vyrobili je tři bratři Brücknerovi. Roku 1891 pořídil držitel rytířského statku Emil Michel tři zvony, které roku 1917 padly za oběť válečným rekvizicím. V roce 1925 sice pořídila církevní obec z příspěvků farníků tři nové, ty však byly roku 1941 opět zrekvírovány.
Dochovaný dřevěný hlavní oltář nechal mezi lety 1685 a 1687 zhotovit tehdejší patron kostela Hannibal von Lüttichau. Jeho predella znázorňuje Poslední večeři Páně a nad točitými sloupy je umístěn rámovaný obraz se scénou z Olivové hory od Gottfrieda Schaickera z roku 1685. Původní svatostánek, pocházející patrně z doby mezi lety 1415 a 1425, byl z kostela odstraněn při přestavbě roku 1685. Odložený svatostánek věnoval roku 1887 patron kostela Wolf Siegfried Karl von Lüttichau budyšínskému muzeu, odkud se roku 1945 během druhé světové války ztratil. Před oltářem se nachází hrobky obou rodin dříve držících místní rytířský statek. Zakryty jsou kamennými deskami s podobiznami pánů v životní velikosti. S výjimkou dvou byly později odstraněny a jsou umístěné na boční stěně lodi. Kamenná křtitelnice pochází z roku 1602, zdobí ji erb rodiny von Lüttichau a již se nepoužívá. V předsíni je umístěn poklop z bývalé krypty. Z roku 1716 se dochovalo několik liturgických nádob s patrným věnováním.

## Okolí kostela
Kostel obklopuje používaný hřbitov. Fara stojí v ulici Pfarrweg severovýchodně od kostela. Severozápadně stojí barokní zámek.

## Galerie

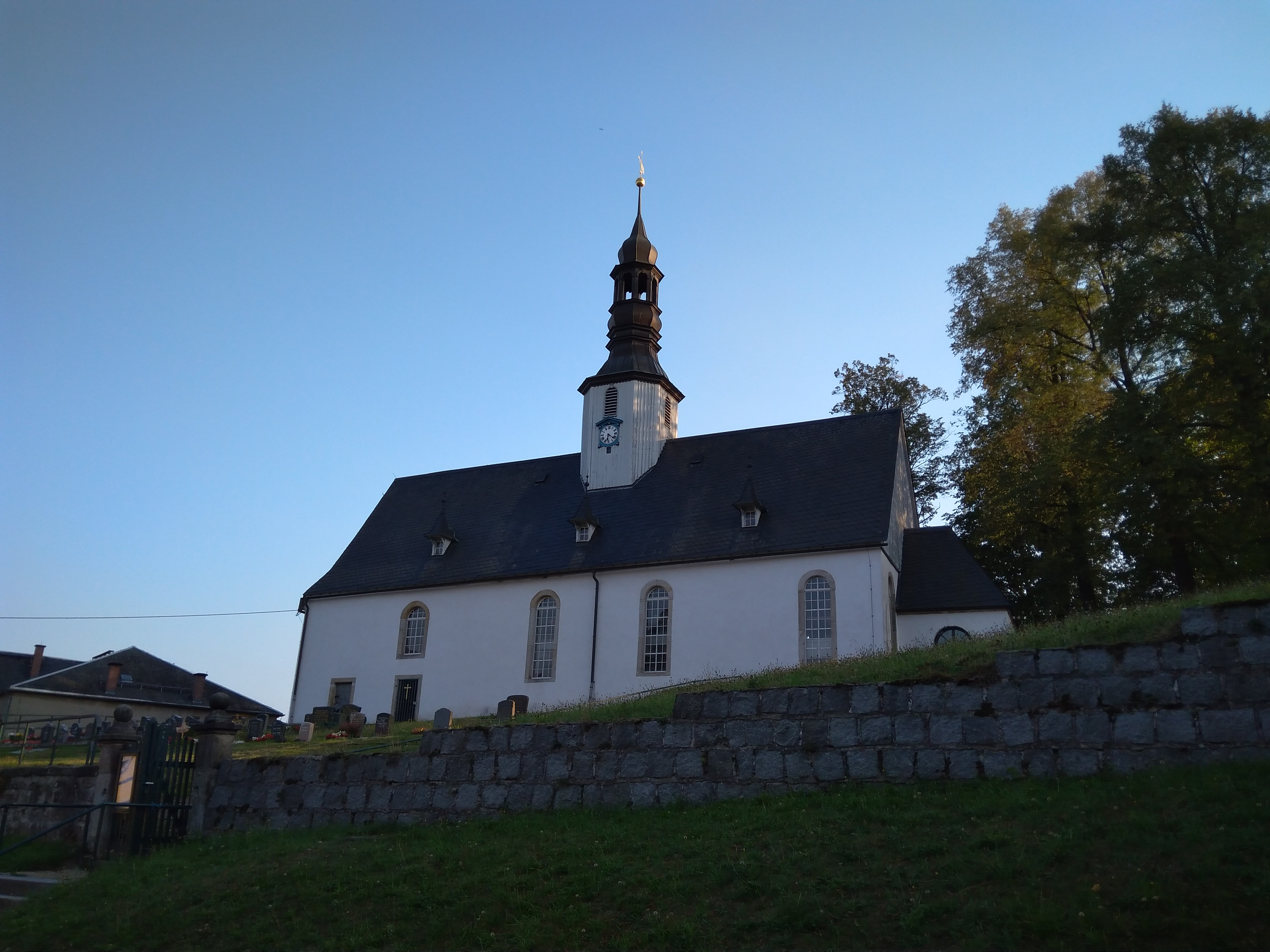
Severní stěna kostela
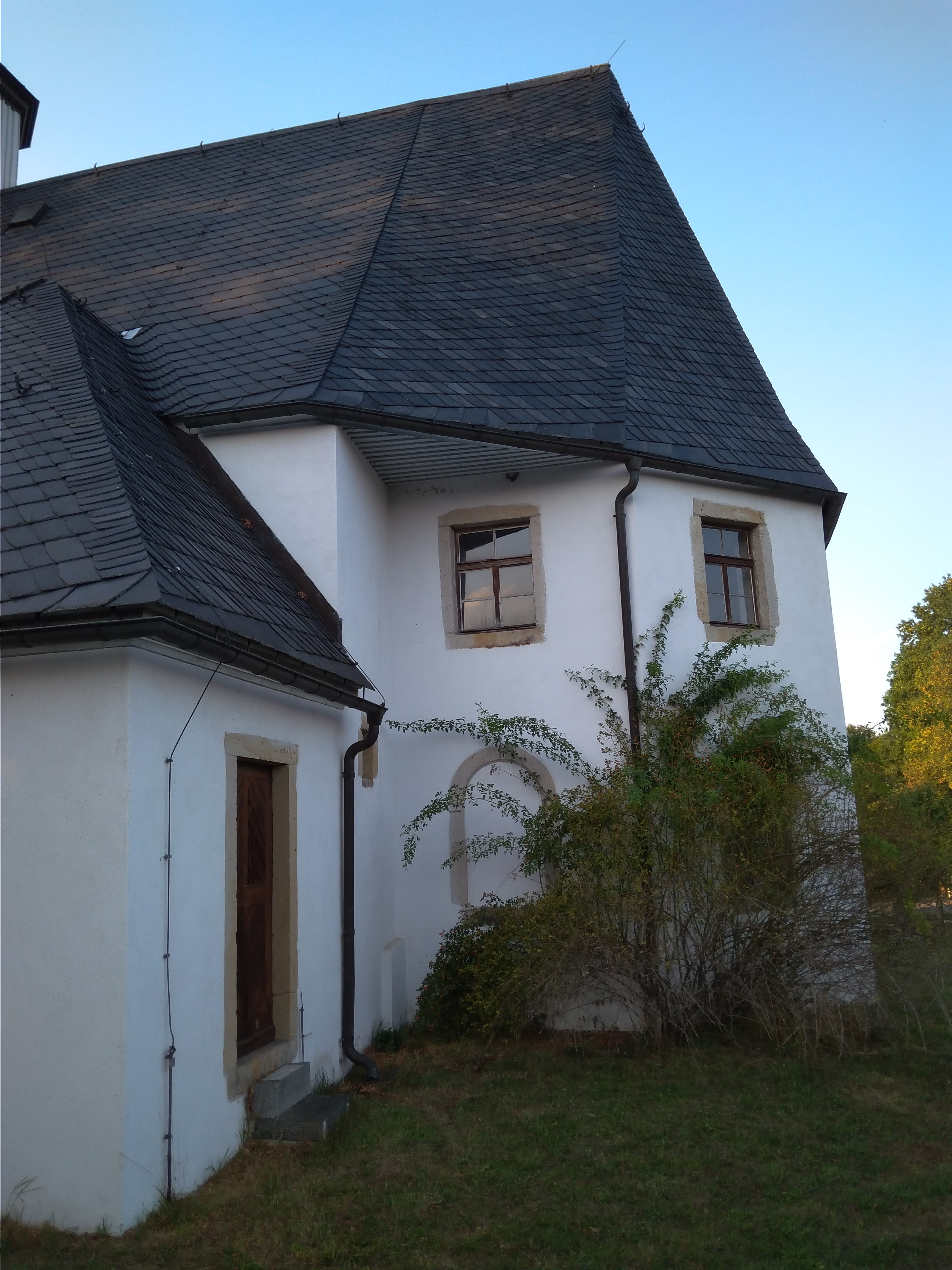
Presbytář se sakristií
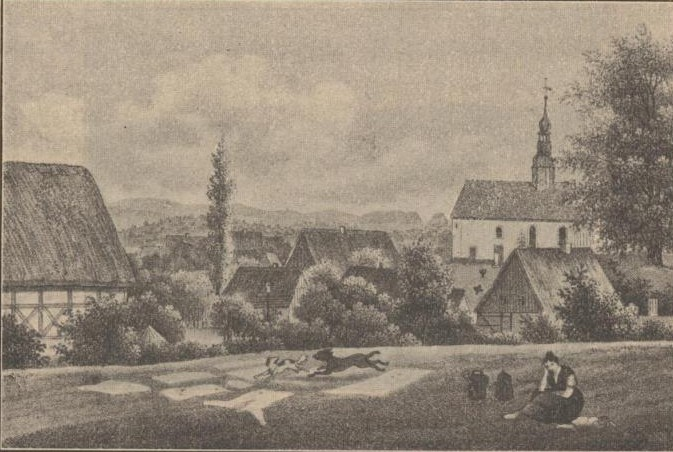
Kostel na kresbě z roku 1904
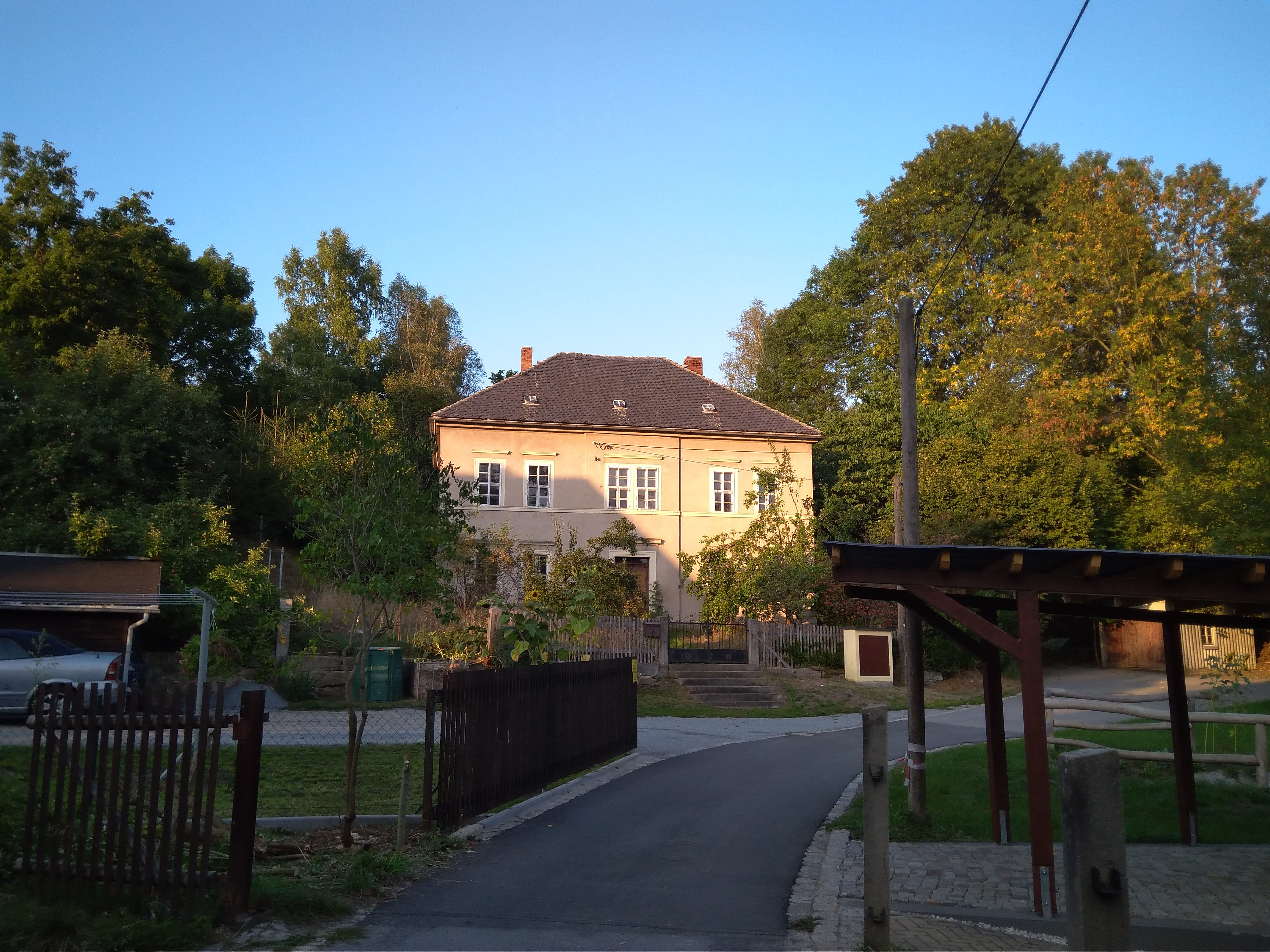
Fara